# Louis-Léger Boyeldieu
Pour les articles homonymes, voir Boyeldieu.
Louis-Léger Boyeldieu, né le 13 août 1774 à Monsures (Somme) et mort le 17 août 1815 dans ce même village, est un général français de la Révolution et de l’Empire.

## Biographie

### Guerres de la Révolution
Le 2 septembre 1791 il entre dans le 3e bataillon de volontaires de la Somme, et le 21 septembre 1791 il est élu sous-lieutenant par le choix de ses camarades. Incorporé dans la 24e demi-brigade de ligne, devenu 61e, il est nommé lieutenant le 4 février 1792, et capitaine le 25 prairial an II. Il fait les guerres de la Révolution française de 1792 à l'an V.
Il combat dans l'armée du Nord puis sur le Rhin jusqu'en 1796. Passé à l'armée d'Italie, il suit Napoléon Bonaparte avec sa demi-brigade en Égypte. De l'an VI à l'an IX, il se trouve aux batailles de Chebreiss et des Pyramides, suit l'armée dans le Séid, et prend part à tous les combats que sa demi-brigade livre à Mourad Bey.
Rappelé dans le Delta, il y combat les Turcs. Il est blessé à la prise du fort d'Aboukir et au combat du lac Madieh. À la bataille livrée sous les murs d'Alexandrie, le 28 ventôse an IX, il reçoit un coup de feu dans le cou, et obtient le grade de chef de bataillon, le 9 germinal suivant par Menou.
Rentré en France après la capitulation d'El-Arisch, il est fait membre de la Légion d'honneur le 25 prairial an XII, et il fait la campagne de cette année et la suivante à l'armée des côtes de l'Océan. Il passe avec son grade, le 18 fructidor an XIII, dans les grenadiers à pied de la garde consulaire. Sa conduite, pendant la campagne de l'an XIV, lui mérite le 9 mars 1806, le grade de colonel, et le 14 du même mois la décoration d'officier de la Légion d'honneur.

### Guerres de l'Empire
Passé colonel au commandement du 4e régiment d'infanterie de ligne le 9 mars 1806 en remplacement du prince Joseph Bonaparte, il fait les guerres de 1806 et 1807 en Prusse et en Pologne, et reçoit à Deppen le 7 février 1807 un coup de feu dans le bras gauche. L'Empereur l'élève le 11 juillet 1807, au grade de commandeur de la Légion d'honneur, et l'année suivante il le crée baron de l'Empire.
Pendant la campagne d'Allemagne de 1809, il combat à Bergfried et à Wagram, est blessé dans chacune de ces affaires et mérite d'être cité dans le Bulletin officiel.
Adjudant général de la garde, avec rang de général de brigade le 21 juillet 1811, il suit la Grande Armée en Prusse et en Saxe. Napoléon Ier l'élève le 7 septembre 1813, au grade de général de division. Il s'est fait remarquer à la bataille de Dresde à la tête d'une brigade de la jeune garde, et a reçu un coup de feu à l'épaule gauche. La gravité de cette blessure ne lui permet pas de faire la campagne suivante.
Chevalier de Saint-Louis le 29 juillet 1814, et en non-activité le 1er septembre suivant, il est mort à Monsures (Somme), le 17 août 1815.
Son nom est inscrit sur la partie Est de l'arc de triomphe de l'Étoile.

## Armoiries
| Figure | Blasonnement |
|        | Armes du baron Boyeldieu et de l'Empire (décret du 19 mars 1808, lettres patentes du 20 juillet 1808 (Bayonne)), Écartelé : le premier d'azur à la tour crénelée d'or surmontée d'un coq d'argent; le deuxième des barons militaires, le troisième de gueules, au pont de trois arches d'argent, le quatrième d'azur, au chameau posé d'or., Livrées : les couleurs de l'écu. |

## Sources
- « Louis-Léger Boyeldieu », dans Charles Mullié, Biographie des célébrités militaires des armées de terre et de mer de 1789 à 1850, 1852 [détail de l’édition]
- A. Lievyns, Jean Maurice Verdot, Pierre Bégat, Fastes de la Légion-d'honneur, biographie de tous les décorés accompagnée de l'histoire législative et réglementaire de l'ordre, Tome 1, Bureau de l’administration, 1842, 654 p. (lire en ligne), p. 547.
- Vicomte Révérend, Armorial du premier empire, tome 1, Honoré Champion, libraire, Paris, 1897, p. 132.